# Памятник сотрудникам завода им. И. Е. Котлякова

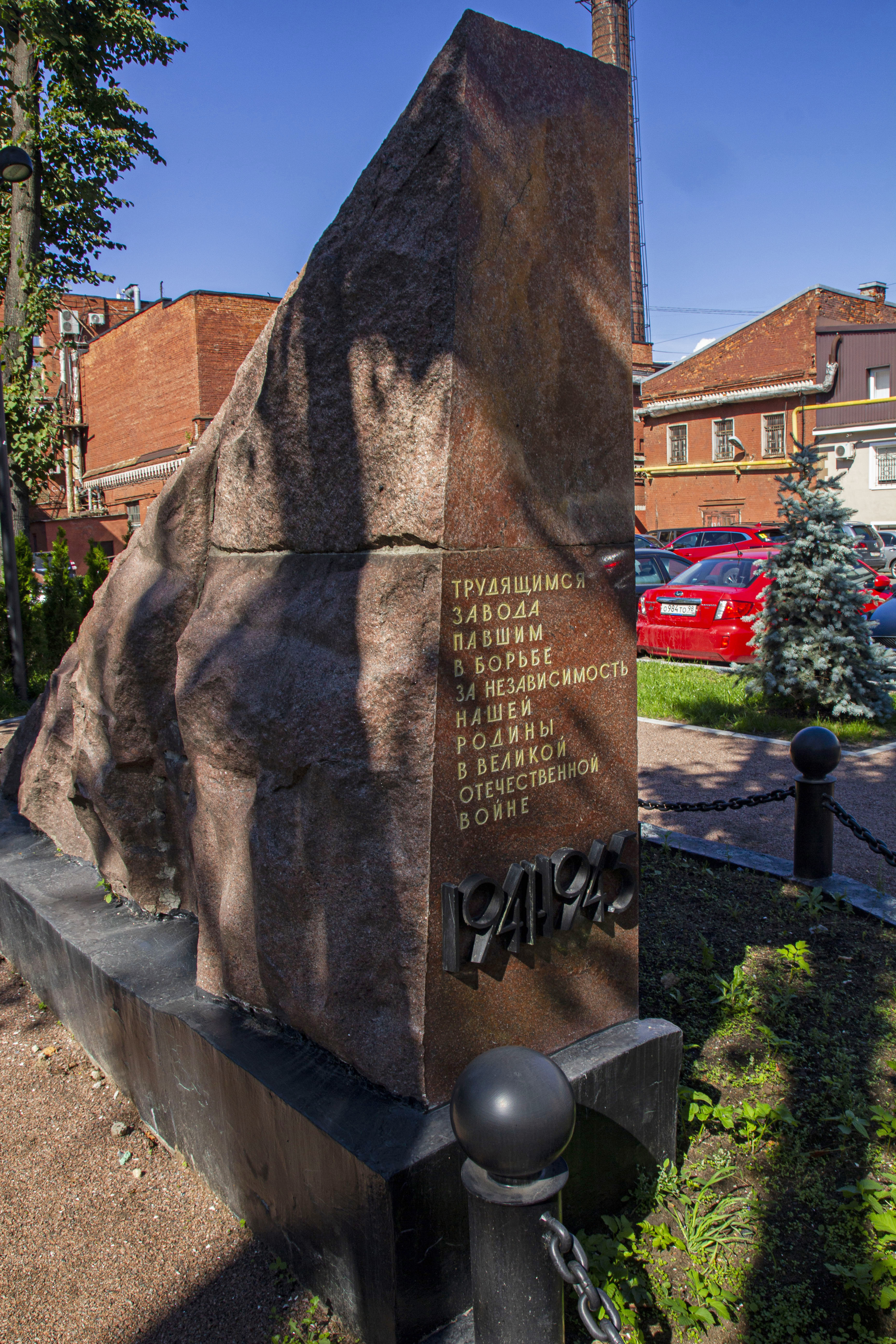
Вид на боковую грань памятника

Памятник сотрудникам завода имени И. Е. Котлякова установлен в честь погибших в годы блокады Ленинграда и Великой Отечественной войны сотрудников, ушедших в Ленинградское народное ополчение.
С 1997 года завод переименован и носит название «Эскалатор».
Полное название монумента: «Памятник погибшим сотрудникам Завода горнообогатительного оборудования им. И. Е. Котлякова». Памятник находится на территории завода по адресу Малый проспект В.О., дом 55.
Памятник был открыт в 1975 году к тридцатилетнему юбилею победы в Великой Отечественной войне. Над памятником работали архитектор Н. В. Бровкин и инженер Н. И. Альтани.
В 2020 году в рамках плановых работ по благоустройству территории завода памятник и прилегающая территория были отреставрированы к 75-летнему юбилею Победы. В ходе реставрационных работ был воссоздан фонтан, входивший в первоначальный проект памятника. До этого долгое время фонтан не действовал.

## Описание памятника
Памятник представляет собой треугольную стелу из красного гранита. В верхнем углу треугольника расположен бронзовый медальон в виде перекрещенных серпа и молота, поверх которых расположена пятиконечная звезда.
Со всех трёх сторон стелы выбиты надписи. Спереди находится такой текст:
«В суровые годы войны и блокады вы, беззаветные защитники, Родине отдали жизни свои»
Ниже него расположена еще одна фраза:
«Бессмертны подвиги ваши как жизнь»
Сбоку выбит текст:
«Трудящимся завода, павшим в борьбе за независимость нашей Родины в Великой Отечественной войне»
Под ней выбиты цифры:
«1941-1945»
Позади стелы, в сквере расположен фонтан, восстановленный в ходе реконструкционных работ. Слева и спереди от стелы находится чаша Вечного огня, выполненная из красного гранита.